# 崔成源

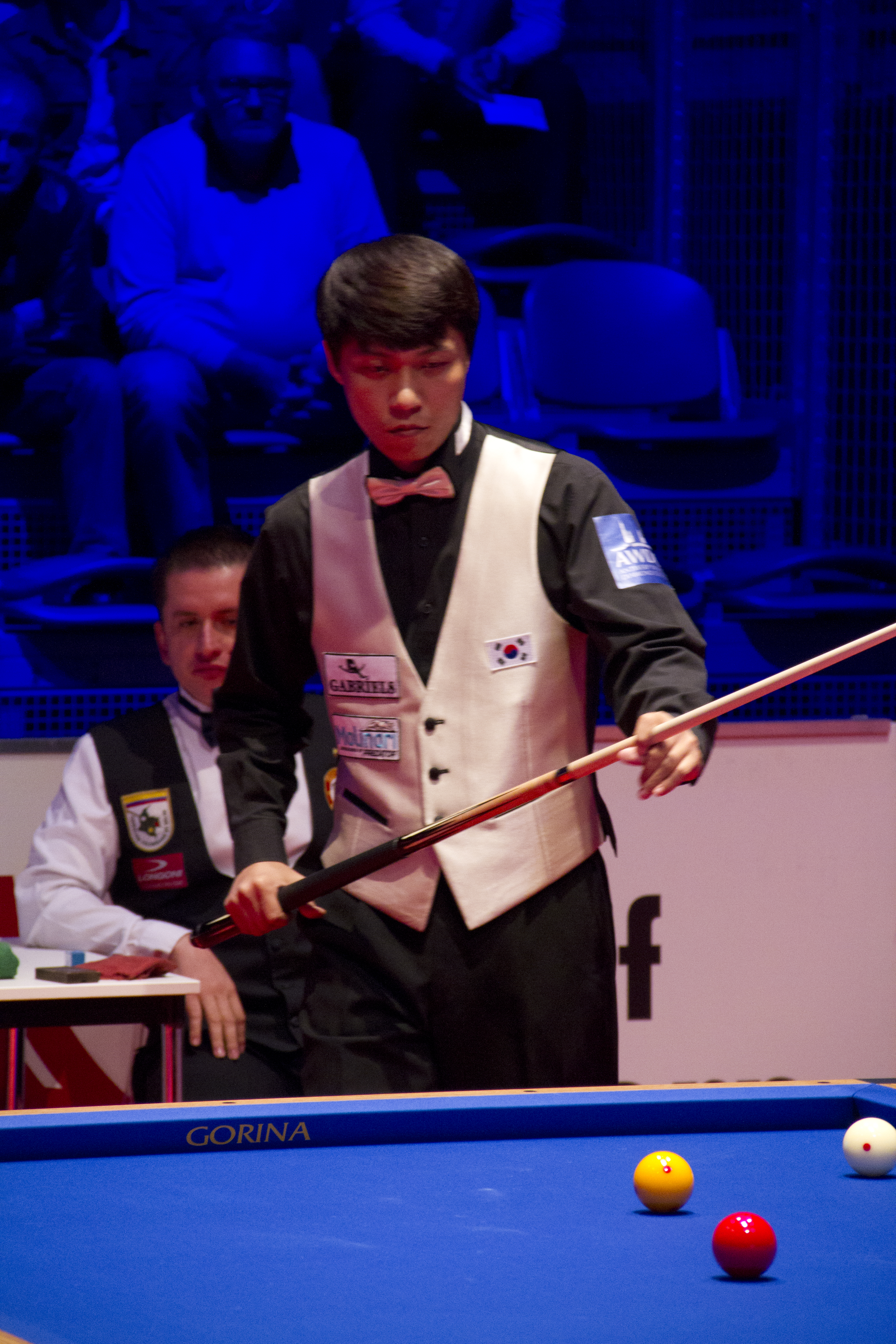
崔成源

崔成源（1977年4月30日—），是韓國職業開侖撞球選手。他贏得了2011年AGIPI撞球大師賽、2012年三顆星世界杯，2014年UMB世界三顆星錦標賽。
崔成源在比賽中被視為沈默寡言的球員，部分原因是他很少說英語。此外，他被認為是謙虛和務實，也表現在他的比賽風格。